# Rathmines
Rathmines är en stadsdel i Irlands huvudstad Dublin. Antalet invånare är 11 044.